# Bồ hóng

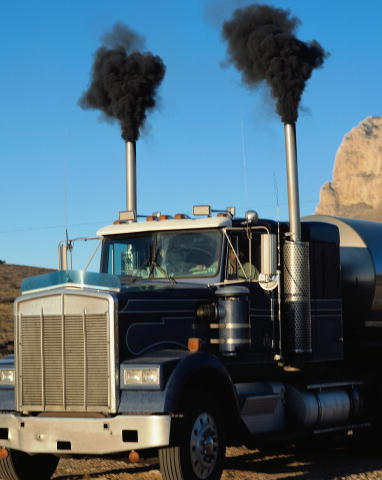
Bồ hóng được thải ra trong khói của một chiếc xe tải động cơ diesel lớn, mà không có bộ lọc hạt

Bồ hóng là một khối lượng lớn các hạt cacbon không tinh khiết do kết quả của sự cháy không hoàn toàn của các hydrocarbon. Nó được giới hạn quy chuẩn cho sản phẩm của quá trình đốt khí trong động cơ đốt trong nhưng thường được mở rộng để bao gồm các hạt khí đốt được chưng khô còn sót lại như than, cenosphere, củi đốt và than cốc dầu mỏ có thể hóa hơi trong quá trình chưng khô và được xác định chính xác hơn với tên than cốc.
Bồ hóng gây ra ung thư và bệnh phổi, và là nguyên nhân lớn thứ hai do con người gây ra của việc ấm lên toàn cầu.